# Liese Prokop
Liese (Liesel) Prokop, geboren als Liese Sykora (Wenen, 27 maart 1941 – Sankt Pölten, 31 december 2006) was een Oostenrijkse atlete en politica. Ze nam driemaal deel aan de Olympische Spelen en won hierbij één zilveren medaille.

## Biografie

### Atletiek
In 1964 maakte Prokop haar olympische debuut op de Olympische Spelen van Tokio. Hierbij sneuvelde ze bij het hoogspringen in de kwalificatieronde met een beste poging van 1,64 m. Vier jaar later maakte zij opnieuw deel uit van de Oostenrijkse ploeg op de Olympische Spelen in Mexico-Stad. Ditmaal kwam ze uit op het onderdeel vijfkamp (voorloper van de huidige zevenkamp). Met een puntentotaal van 4956 veroverde ze het zilver. Een jaar eerder won ze op de universiade in Tokio een gouden medaille bij het hoogspringen en een bronzen medaille in de vijfkamp.
Haar belangrijkste sportieve prestatie behaalde Liesel Prokop in 1969 met het winnen van de Europese vijfkamptitel in Athene. Ze versloeg de Zwitserse Meta Antenen (zilver) en de Russin Mariya Sizyakova (brons). Op de Olympische Spelen van 1972 in München nam ze opnieuw deel aan de vijfkamp, maar moest de strijd na drie van de vijf onderdelen staken.
In 1965 trouwde ze met haar voormalige trainer Gunnar Prokop. Het koppel heeft twee zonen en een dochter. Haar dochter Karin Prokop nam bij het handbal tweemaal deel aan de Olympische Spelen.

### Politiek
Later begon Prokop een politieke carrière in Neder-Oostenrijk. In november 1969 werd zij daar lid van het parlement voor de Oostenrijkse Volkspartij (ÖVP), waarna zij van 1981 tot 1992 de post van Regionaal Minister bekleedde, met sport en familieaangelegenheden in haar portefeuille. Vanaf 1992 was zij plaatsvervangend gouverneur in Neder-Oostenrijk. In deze rol was ze betrokken bij de bevordering van sport- en culturele activiteiten.
Na het aftreden van Ernst Strasser als minister van Binnenlandse Zaken op 10 december 2004, volgde Liese Prokop hem op 22 december 2004 op. Zij was hiermee de eerste vrouw die deze post bekleedde.
Op oudejaarsavond 2006 overleed ze onderweg naar het ziekenhuis aan een scheur in haar aorta.

## Titels
- Europees kampioene vijfkamp - 1969
- Oostenrijks kampioene verspringen - 1975
- Oostenrijks kampioene kogelstoten - 1969, 1972, 1973, 1974, 1975, 1976
- Oostenrijks kampioene zevenkamp - 1964, 1965, 1966, 1968, 1969, 1973, 1974, 1975
- Oostenrijks kampioene 100 m horden - 1969, 1972
- Oostenrijks kampioene hoogspringen - 1961, 1962, 1963, 1965

## Persoonlijke records
| Onderdeel    | Prestatie | Jaar |
| ------------ | --------- | ---- |
| hoogspringen | 1,75 m    | 1969 |
| vijfkamp     | 4727 p    | 1969 |

## Palmares

### hoogspringen
- 1967:  Universiade - 1,68 m

### vijfkamp
- 1967:  Universiade - 4465 p
- 1968:  OS - 4966 p
- 1969:  EK - 5030 p

## Liese Prokop-vrouwenprijs
Jaarlijks reikt het bondsland Neder-Oostenrijk ter nagedachtenis aan Prokop de Liese Prokop-vrouwenprijs uit aan vrouwen die door hun persoonlijkheid, prestatie en werk als voorbeeld dienen in Neder-Oostenrijk, op het gebied van journalistiek of wetenschappelijk werk, kunstzinnige of wetenschappelijke prestaties, interculturele toenadering of sociale betrokkenheid. Bij de eerste uitreiking in 2007 ging de prijs naar de vluchtelingenwerkster Maria Loley.